# Ісландська арктична мережа співпраці
Ісландська арктична мережа співпраці (англ. Icelandic Arctic Cooperation Network (IACN); ісл. Norðurslóðanet Íslands Þjónustumiðstöð Norðurslóðamála) – неурядова, неприбуткова організація в Ісландії, в місті Акурейрі, основна мета якої полягає у сприянні налагодження зв'язків між багатьма зацікавленими сторонами, а саме між ісландськими урядовими та прибутковими організаціями, закладами, інституціями, державними органами та підприємствами, котрі займаються різноманітними питаннями стосовно Арктики. Завдання цієї організації стосуються наукових досліджень, освіти, інновацій, моніторингу, та іншої діяльності щодо Арктичного регіону.  
Основними цілями організації є:
- удосконалення кооперації та сприяння співпраці з арктичних питань в Ісландії;
- посилення уваги до ролі та діяльності державних та приватних установ та організацій в Ісландії, що беруть участь у вирішенні арктичних питань;
- забезпечення інформацією та засобами, котрі стосуються діяльності Ісландії в Арктичному регіоні, знаннями та досвідом в арктичних питаннях для академічних кіл, політиків та громадськості;
- покращення розподілу та доступу до інформації в межах Ісландії щодо Арктики;
- надання порад та консультацій на вимогу.

Офіс організації розташований в дослідному осередку Борґір (ісл. Borgir) в місті Акурейрі на півночі Ісландії. Учасниками, які долучилися до мережі є: 
- Centre for Gender Equality [Архівовано 1 травня 2022 у Wayback Machine.];
- Fisheries Science Centre at the University of Akureyri [Архівовано 9 січня 2018 у Wayback Machine.];
- Husavik Academic Centre;
- Arctic Services [Архівовано 14 грудня 2018 у Wayback Machine.];
- Icelandic Met Office [Архівовано 3 січня 2022 у Wayback Machine.];
- Marine Research Institute [Архівовано 15 січня 2019 у Wayback Machine.];
- Icelandic Maritime Administration [Архівовано 28 лютого 2014 у Wayback Machine.];
- University Centre of the Westfjords;
- Greenland Centre.

Головним виконавчим директором цієї мережі є Embla Eir Oddsdóttir.
1 вересня 2021 року міністр закордонних справ Ісландії Гудлаугур Тор Тордарсон, директор Ісландської арктичної мережі співпраці Embla Eir Oddsdóttir та ректор Університету Акурейрі підписали оновлену п'ятирічну угоду про співпрацю.